# Carlo Girometta
Carlo Girometta, né le 9 novembre 1913 à Castel San Giovanni et mort le 10 juin 1989 à  Castel San Giovanni, est un footballeur italien. Il évoluait au poste d'attaquant.

## Carrière
Formé dans le club d'Olubra, il devient joueur de Plaisance en 1933, où il se distingue immédiatement avec huit buts en autant de matchs de troisième division italienne. Au cours des deux saisons suivantes, il marque 14  et 26  buts toujours avec Plaisance.
Ses performances attirent l'attention de Vittorio Pozzo, qui l'inclut comme joueur réserve pour les Jeux olympiques de Berlin.
Au cours de ce même été, Girometta devient joueur de Brescia, en Serie B, répétant les bonnes performances obtenues à Plaisance
Il est transféré à l'Atalanta, avec qui il fait ses débuts en Serie A le 28 novembre 1937 lors du match contre Bari. L'Atalanta est reléguée en deuxième division et Girometta ne dispute que sept rencontres sans inscrire de but dans l'élite du football italien.
Les années suivantes, il n'arrive plus à trouver le chemin du but avec les clubs d'Alessandria, de Salernitana (où il évolue en tant que milieu,) et de Sanremese, alternant entre Serie B et Serie C.
En 1938, pour remplir ses obligations de service militaire, il est enrôlé comme élève officiel du complément des Alpini à l'école AUC de Bassano del Grappa. À la fin du cours, il est nommé sous-lieutenant des troupes alpines et sert de "premier nommé".
Rappelé aux armes pendant la Seconde Guerre mondiale, il combat comme lieutenant alpin sur le front russe , encadré dans le bataillon du 6e régiment alpin de Val Chiese de la division Tridentina.
Fait prisonnier en janvier 1943, il est interné dans les camps de Krinovaja, Oranki et Souzdal et est contraint de fréquenter l'école antifasciste de Krasnogorsk.
Dans le camp de Krinovaja, il assiste à des scènes de cannibalisme et contracte le typhus pétéchial, perdant jusqu'à 35 kg.
Pour ses critiques du régime communiste et pour avoir respecté son serment d'officier de l'armée royale, il est détenu en captivité à titre de punition jusqu'au 19 juillet 1946.
Il est le seul officier de son bataillon à retourner en Italie après son emprisonnement.
A la fin du conflit, il termine sa carrière de footballeur en revenant à Olubra, l'équipe avec laquelle il a fait ses débuts, évoluant alors en Serie C.
Entre 1959 et 1962, il entraîne le club de Castellana, une autre équipe de Castel San Giovanni. Il démissionne en novembre 1962 .

## Palmarès

### En sélection
Italie
- Jeux olympiques (1) :
  -  Or : 1936.